# سعد المطعني
سعد المطعنى (1958 -) هو إذاعي مصري، ومدير إذاعة القرآن الكريم الأسبق.

## حياته ونشأته
سعد محمد أحمد المطعنى ولد بقرية طفنيس بمركز إسنا بمحافظة الأقصر، وكان منذ الصغر تطلع أن يكون قارئ للقرآن أو إذاعي، فضل والداه الالتحاق بكلية الحقوق، رغبة في أن يسلك السلك القضائي، والتحق بكلية الآداب جامعة أسيوط، وكان في كلية الحقوق بجامعة أسيوط قبلها، وذهب بعد ذلك لألتحق بكلية الآداب جامعة أسيوط، ودخل قسم الفلسفة وعلم النفس، وحصل علي درجة ليسانس الآداب وعلم النفس وتخرج منها.

## مسيرته
- جاء ألتحق بالإذاعة المصرية، من خلال لجنة اختيار المذيعين، ويرجع الفضل لصبري سلامة في اختياره إذاعي، وبعد نجاحه في الاختبار أنضم للشبكة القرآن الكريم بعد إجراء اختبار المذيعين.[7]
- كانت أبرز المعوقات في الوصول إلي الإذاعة بسبب لهجتها الصعيدية، ساعدها صبري سلامة في تخطها، ومكث في إدارة التدريب بالإذاعة لمدة ستة أشهر، و خلال الست أشهر عمل ساعدها ودعمها حتي أنضم لشبكة إذاعة القرآن الكريم المصرية.[8]
- دربه الدكتور كمال بشر خلال فترة التدريب بالمعهد بدورة فن الإلقاء، كان يوزع عليه ورقة مكتوبة من القطع النثرية القديمة، والقطع غير مشكلة ويقرها.
- مدير المكتب الإعلامي بالمنظمة العالمية لخريجي الأزهر.[9]
- دعمها صبري سلامة في البداية حتي يصبح إذاعيا، وبسبب ما قدمها المطعنى من مساعدة بعد ذلك للمتقدمين للإذاعة، وأدخلوا مادة الثقافة الدينية، ورشحه مدرباً بمعهد التدريب الإذاعى.
- يعد برنامج كتاب على الهواء أو ما عرف ب«المصحف المعلم»، أول انتاج الإذاعة المصرية التي قدمها المطعنى وكان من أبرز البرامج الدينية داخل إذاعة القرآن الكريم، والذي لاقى رواج كبير للغاية، وخرج إلى حيز التنفيذ خلال فترة رئاسة محمد الشناوي لإذاعة القرآن الكريم، والذي رشحها فوزي خليل وعلي طبوشة لتقديم البرنامج، وكانت فكرتها أن يكون هناك كتاب في كل بيت عن طريق الإذاعة، مثل القري المصرية، عندما يردد شيخ الكتاب والدارسين ورائها، وكان محمود خليل الحصري مسجل القرآن بطريقة التعليم، وفكرة المصحف المعلم نقلت بعد ذلك إلي كل إذاعات الدول العربية ونفذت في القنوات التعليمية عندما خرجت سنة 1998، وكان يذاع مرتين في اليوم داخل الإذاعة.[10]
- المصحف المعلم في القنوات التعليمية خرجت سنة 1998 بعنوان «افتح معي المصحف»، وكانت في التليفزيون لتعليم أحكام التجويد عن طريق تلوين الحروف وعن طريق الصور، وبعد ذلك ساعد في تفسير القرآن الكريم، كأول تسجيل مفسر مسموع لشيخ من شيوخ الأزهر، بمساعدة من محمد سيد طنطاوي، شيخ الأزهر الشريف، منذ 1997 وحتى 2007 بإجمالي 2218 حلقة تلفزيونية.[11]
- قدم برنامج «الكلم الطيب» مع الدكتور أحمد الطيب شيخ الأزهر، بعد وفاة مقدم البرنامج محمد سيد طنطاوى مع الإمام أحمد الطيب، شيخ الأزهر الشريف، وقدموا ما يزيد عن ثلاثمائة حلقة.
- قدم برنامج «فقه الحياة» مع الشيخ أحمد الطيب في قناة النيل للأخبار، وكان يهدف تقديم الشريعة والحياة، وقدم بالتليفزيون المصري و الإذاعة المصرية، وجاءت فكرة البرنامج أثناء تواجده في مؤتمر جامعة مؤتة بكلية الشريعة والقانون، وأحد المتحدثين في المؤتمر بالأردن ناقش موضوع وقال «فقه الحياة»، وسجل منه 125 حلقة ومدة البرنامج 55 دقيقة.

- تولي منصب مدير عام إذاعة القرآن الكريم من عام 2015 إلى عام 2018 حتي أحل للمعاش.

قدم العديد من البرامج الإذاعية منها؛
- المصحف المعلم.
- ولقاء الايمان مع فضية مفتى الجمهورية.
- برنامج في نور الله.
- برنامج قبل المغرب بساعة لقاء مفتى الجمهورية.
- الكلمة الطيبة مع الشيخ أحمد الطيب.